# مذكرات بكوك
مذكرات ما بعد الوفاة لنادي بيكويك (بالإنجليزية: The Posthumous Papers of the Pickwick Club) (المعروفة أيضا باسم مذكرات بيكويك) هي أولى روايات تشارلز ديكنز. وقد طلب منه المساهمة في مشروع أدبي باعتباره كاتبا ناشئا بعد نجاح قصة قصاصات بوز والتي نشرت عام 1836 (صدرت معظم روايات ديكنز في حلقات قبل نشرها في مجلدات كاملة). استحوذ ديكنز (الذي كان لا يزال يكتب تحت اسم مستعار هو بوز) تدريجيا على المجلة الشهرية غير الناجحة بعد انتحار الرسام الأصلي روبرت سيمور.
أصبح الكتاب أول ظاهرة حقيقية في عالم النشر، بما في ذلك النسخ المقرصنة، والعروض المسرحية، والنكت حول الشخصيات وغيرها.
بعد نشر اكتاب، ادعت أرملة روبرت سيمور أن فكرة الرواية كانت لزوجها في الأصل. إلا أن ديكنز نفى بشدة في مقدمته لطبعة عام 1867 أيا من هذا، والكتب أن «السيد سيمور لم يبتكر أو يقترح أي حدث أو عبارة أي كلمة في الكتاب».

## خلفية
كان ديكنز، الكاتب الشاب في الرابعة والعشرين من عمره، يعمل مراسلًا برلمانيًا وصحفيًا جوالًا، وكانت مجموعة من قصاصاته «الملونة» حول الحياة اللندنية بشكل رئيسي قد نُشرت في مؤلَف تحت عنوان قصاصات بوز. آنذاك كانت دار نشر لندنيّة، هي دار تشابمان أند هول، تصدر سلسلة من «لوحات رياضية لندنية» ينجزها الرسام روبرت سيمور. كانت الخطة تدور حول نادٍ يُرسَل أعضاؤه في رحلات قنص وصيد سمك ضمن الريف، وتُفتح النار من بنادقهم عن طريق الخطأ، وتعلق خطافات صنانيرهم بقبعاتهم وبناطيلهم، كل تلك وغيرها من المغامرات العاثرة التي كان من المقرر تصويرها في لوحات سيمور الهزلية.
في هذه المرحلة الحاسمة، استُدعي تشارلز ديكنز ليقدم المادة النصية – والتي تتمثل في الوصف الضروري لشرح اللوحات وربطها لتشكل نوعًا من نمط الرواية المصورة التي كانت تلقى رواجًا آنذاك. وعلى الرغم من تذرعه بأنه لا يفقه شيئًا في الرياضة، قبل ديكنز بالمهمة، فتماشى مع موضوع النادي بما يتوافق مع مسودة شخصية السيد رينكل الذي يصوب نحو الطيور ولا يصيبها.
لم يحدث أن عدل ديكنز سرده ليتناسب مع لوحات أعدت له سوى في بضع مناسبات، إذ كان السائد أن يقود العملية هو بتقديم حلقة من قصته، ثم يكون الرسام مرغمًا على تصوير ما كتبه ديكنز، وبذلك أصبحت القصة موضع الاهتمام الأساسي واحتلت الرسومات مكانة هامشية وحسب. وبانقلاب الأدوار هذا، حوّل ديكنز بضربة من قلمه نمطًا سائدًا من الأعمال الخيالية، يتألف من الصور في معظمه، إلى رواية حول الحياة اللندنية المعاصرة. وعلى الرغم من البساطة التي تبدو العملية عليها، فقد حاول آخرون اتباع الخطة نفسها لكنهم فشلوا جميعًا. لاقى بيرس إيغان نجاحًا جزئيًا في روايته المعنونة «توم وجيري»، التي توازنت فيها الصور والمادة النصية. وقد كان نصر ديكنز كاملًا. لكنه، في السنوات اللاحقة، بات يتوق بشكل يثير الريبة إلى النأي بنفسه عن الآراء التي تقترح أن عمل بيرس إيغان المعنون «الحياة في لندن» قد شكّل تأثيرًا أساسيًا.
أنجز روبرت سيمور رسوم أول حلقتين قبل انتحاره، وتولى روبرت بوس إنجاز رسوم الحلقة الثالثة، لكن عمله لم يلق استحسان ديكنز فأنجِزت رسوم بقية الحلقات بريشة هابلوت نايت براون (الشهير باسم «فيز») الذي تابع ليتولى إنجاز رسوم معظم روايات ديكنز. ونُشرت الحلقات على شكل كتاب للمرة الأولى في عام 1837.

## روابط خارجية
- مذكرات بكوك على موقع الموسوعة البريطانية (الإنجليزية)